# Jablanovo
Jablanovo este un sat din comuna Bijelo Polje, Muntenegru. Conform datelor de la recensământul din 2003, localitatea are 58 de locuitori (la recensământul din 1991 erau 95 de locuitori).

## Demografie
În satul Jablanovo locuiesc 49 de persoane adulte, iar vârsta medie a populației este de 41,2 de ani (34,4 la bărbați și 49,1 la femei). În localitate sunt 21 de gospodării, iar numărul mediu de membri în gospodărie este de 2,76.
Această localitate este populată majoritar de sârbi (conform recensământului din 2003).
|  |

| Demografie | Demografie | Demografie |
| An         | Locuitori  | Locuitori  |
| ---------- | ---------- | ---------- |
|            |            |            |
|            |            |            |
|            |            |            |
|            |            |            |
| 1948       | 143        |            |
| 1953       | 166        |            |
| 1961       | 192        |            |
| 1971       | 200        |            |
| 1981       | 168        |            |
| 1991       | 95         | 95         |
| 2003       | 66         | 58         |

| \| Componența etnică conform recensământului din 2003[2] \| Componența etnică conform recensământului din 2003[2] \| Componența etnică conform recensământului din 2003[2] \| Componența etnică conform recensământului din 2003[2] \| Componența etnică conform recensământului din 2003[2] \| \| ----------------------------------------------------- \| ----------------------------------------------------- \| ----------------------------------------------------- \| ----------------------------------------------------- \| ----------------------------------------------------- \| \| \| \| \| \| \| \| Sârbi \| Sârbi \| \| 38 \| 65,51% \| \| Musulmani \| Musulmani \| \| 17 \| 29,31% \| \| Muntenegreni \| Muntenegreni \| \| 3 \| 5,17% \| \| necunoscută \| necunoscută \| \| 0 \| 0% \| |              |  |    |        |
| Componența etnică conform recensământului din 2003 |              |  |    |        |
| |              |  |    |        |
| Sârbi | Sârbi        |  | 38 | 65,51% |
| Musulmani | Musulmani    |  | 17 | 29,31% |
| Muntenegreni | Muntenegreni |  | 3  | 5,17%  |
| necunoscută | necunoscută  |  | 0  | 0%     |